# Improphantes mauensis
Improphantes mauensis là một loài nhện trong họ Linyphiidae.
Loài này thuộc chi Improphantes. Improphantes mauensis được Lodovico di Caporiacco miêu tả năm 1949.